# Antonio Abetti
Antonio Abetti (San Pietro di Gorizia, 19 giugno 1846 – Arcetri, 20 febbraio 1928) è stato un astronomo e fisico italiano.

## Biografia
Si laureò in ingegneria a Padova nel 1867. Lavorò negli osservatori di Padova, Berlino e fu professore di astronomia a Firenze.
Allievo di G. Santini e di G. Lorenzoni si dedicò allo studio delle circostanze dell'eclissi, delle posizioni di pianetini e comete e delle occultazioni stellari prodotte dai pianeti, nell'intento di migliorare la conoscenza del moto della Terra e dei corpi minori del sistema solare.  Fu il primo ad usare uno spettroscopio per studiare il transito di pianeti davanti al disco solare; ciò avvenne durante la spedizione a Muddapur nel Bengala organizzata nel 1874 per osservare il passaggio di Venere davanti al Sole.
Nel 1876 soggiornò a Berlino, presso l'Istituto delle effemeridi astronomiche, per approfondire lo studio del calcolo delle orbite planetarie, perfezionando così anche la sua cultura astronomica. Dal 1894 al 1921 fu direttore dell'Osservatorio di Arcetri dove riorganizzò le attività di ricerca, migliorò la qualità degli strumenti astronomici e realizzò un telescopio. 
La sua cultura tecnica e la sua capacità di osservatore furono determinanti quando assunse la direzione dell'Osservatorio di Arcetri dopo aver vinto il posto di professore ordinario di astronomia nell'Istituto di studi superiori di Firenze. Abetti trovò ad Arcetri una situazione di grande difficoltà: l'edificio del nuovo osservatorio, costruito sulla collina di Arcetri nel 1872, giaceva in uno stato di abbandono dovuto alle difficoltà in cui versava l'Istituto di studi superiori ed alla morte prematura di Donati che aveva voluto fortemente l´osservatorio, ma che non aveva potuto portare a compimento il trasferimento dell'astronomia fiorentina dalla Specola di Via Romana alla collina di Arcetri. Antonio Abetti, oltre a riorganizzare le attività di ricerca e di servizio, convincendo l'astronomo padovano Bortolo Viaro a seguirlo, si occupò di migliorare la qualità degli strumenti astronomici installati a Firenze. Grande attenzione dedicò allo sviluppo della strumentazione: ebbe il merito di avere ampliato le attività dell'officina meccanica dell'Osservatorio di Padova.
Nei 40 anni di carriera, dal 1879 al 1919, osservò ben 121 comete, determinando per esse 2 600 posizioni, e 798 pianetini fissando oltre 6 500 posizioni, e solo ad Arcetri, dal 1895 in poi, arrivò a stabilire ben 7 830 posizioni fra comete e piccoli pianeti.
Gli interessi di Antonio Abetti non si limitavano all'astronomia: Abetti si occupò infatti di calcolo delle probabilità applicato alla teoria degli errori, delle soluzioni delle equazioni che si incontrano nel metodo dei minimi quadrati e di lui si conoscono anche alcuni lavori di storia dell'astronomia. Antonio Abetti, nel 1921, per raggiunti limiti di età, lasciò la direzione dell'Osservatorio, posto in cui gli successe il figlio Giorgio che del resto collaborava con lui già da tempo, ad entrambi venne intitolato sia il cratere lunare Abetti, situato nei pressi del margine sud-orientale del Mare Serenitatis, che l'asteroide 2646 Abetti, scoperto nel 1977.
Fu membro dell'Accademia Nazionale dei Lincei e dell'Accademia galileiana di scienze, lettere ed arti di Padova, oltre che membro associato della Royal Astronomical Society di Londra.

## Archivio
Il Fondo Antonio e Giorgio Abetti, costituito dalle carte dei due astronomi (padre e figlio) con documentazione dal 1830 al 1970, è  conservato presso la Biblioteca dell'Osservatorio astrofisico di Arcetri.